# Хубер, Лайза
Ла́йза Викто́рия Ху́бер (англ. Liza Victoria Huber; род. 22 февраля 1975, Лонг-Айленд, Нью-Йорк) — американская телевизионная актриса, дочь Сьюзан Луччи.

## Биография
Лайза Виктория Хубер родилась 22 февраля 1975 года на Лонг-Айленде (штат Нью-Йорк, США) в семье бизнесмена Хельмута Хубера (род.1937) и актрисы Сьюзан Луччи (род.1946), которые женаты с 13 сентября 1969 года. У Лайзы есть младший брат — игрок в гольф Андреас Хубер (род. 1978).
Лайза снималась в кино 13 лет — с 1995 до 2008 года. Дебютная работа Хубер на телевидении — роль девушки 70-х в фильме «Эбби» (1995), а её 2-я и последняя работа — роль Гвен Уинтроп в мыльной опере «Страсти» (1999—2008).
С 13 марта 2004 года Лайза замужем за Александром Джорджом Хестербергом-третьим, с которым она встречалась 2 года до их свадьбы. У супругов есть четверо детей: сыновья Ройс Александр Хестерберг (род.23.12.2006) и Брендон Хестерберг (род.16.08.2008), дочь Хэйден Виктория Хестербег (род.23.03.2011) и ещё один сын — Мейсон Александр Хестерберг (род.06.02.2013).